# The Frantic Four's Final Fling
Albums de Status Quo
Bula Quo!
(2013) Aquostic - Stripped Bare
(2014)
Albums Live de Status Quo
The Frantic Four Reunion
(2013) Aquostic @ Live at the Roundhouse
(1984)
The Frantic Four's Final Fling est le cinquième album enregistré en public du groupe de rock anglais, Status Quo. Il est sorti le 29 août 2014 sur le label Fourth Chord Records / earMusic et est produit par Status Quo.

## Historique
Cet album fut enregistré à Dublin en Irlande le 12 avril 2014. Ce concert est le dernier de la tournée européenne des "Frantic Four" (Rossi, Parfitt, Lancaster, Coghlan) et le dernier des quatre musiciens qui ne joueront plus jamais ensemble. Bien que Parfitt, Lancaster et Coghlan étaient enthousiastes à l'idée de prolonger l'aventure, Rossi s'y opposa. Rick Parfiit et Alan Lancaster décèderont respectivement en 2016 et 2021, mettant fin à toutes chances de voir les quatre membres originaux réunis sur scène.
La setlist est à peu de chose près la même que pour l'album The Frantic Four Reunion, seuls Caroline fait son apparition à la place de Most of the Time et Gotta Go Home a été rajoutée.
L'album se classa à la 34e place dans les charts britanniques.

## Liste des titres
| 1.  | Intro / Junior's Wailing              | Martin Pugh, Kieran White    | 4:19 |
| 2.  | Backwater                             | Rick Parfitt, Alan Lancaster | 4:20 |
| 3.  | Just Take Me                          | Parfitt, Lancaster           | 3:31 |
| 4.  | Is There a Better Way                 | Francis Rossi, Lancaster     | 3:43 |
| 5.  | In My Chair                           | Rossi, Bob Young             | 3:12 |
| 6.  | Blue Eyed Lady                        | Parfitt, Lancaster           | 3:51 |
| 7.  | Little Lady                           | Parfitt                      | 3:18 |
| 8.  | Most of the Time                      | Rossi, Young                 | 3:28 |
| 9.  | Rain                                  | Parfitt                      | 5:10 |
| 10. | (April) Spring, Summer and Wednesdays | Rossi, Young                 | 4:05 |
| 11. | Railroad                              | Rossi, Young                 | 5:51 |

| 1. | Oh Baby                  | Rossi, Parfitt                        | 4:12 |
| 2. | Forty-Five Hundred Times | Rossi, Parfitt                        | 6:21 |
| 3. | Gotta Go Home            | Lancaster                             | 1:38 |
| 4. | Big Fat Mama             | Rossi, Parfitt                        | 5:31 |
| 5. | Down Down                | Rossi, Young                          | 6:24 |
| 6. | Roadhouse Blues          | Morrison, Manzarek, Krieger, Densmore | 7:52 |
| 7. | Caroline                 | Rossi, Young                          | 4:25 |
| 8. | Bye Bye Johnny           | Chuck Berry                           | 5:59 |

## Musiciens
- Francis Rossi: chant, guitare solo
- Rick Parfitt: guitare rythmique, chant
- Alan Lancaster: basse, chant
- John Coghlan: batterie, percussions

avec
- Bob Young: harmonica sur Railroad et Roadhouse Blues

## Charts
| Pays                          | Durée du classement | Meilleur classement | Date              |
| ----------------------------- | ------------------- | ------------------- | ----------------- |
| Allemagne (GfK Entertainment) | 2 semaines          | 36e                 | 12 septembre 2014 |
| Belgique (W) (Ultratop)       | 3 semaines          | 112e                | 13 septembre 2014 |
| Écosse (Scottish Album Chart) | 1 semaine           | 25e                 | 14 septembre 2019 |
| Pays-Bas (MegaCharts)         | 1 semaine           | 68e                 | 6 septembre 2014  |
| Royaume-Uni (UK Albums Chart) | 1 semaine           | 34e                 | 14 septembre 2014 |
| Suisse (Schweizer Hitparade)  | 1 semaine           | 58e                 | 7 septembre 2014  |